# Schmutter
Schmutter er en flod i Bayern i Tyskland, og og en af Donaus bifloder  fra højre. Den har sit udspring 6 km sydvest for Schwabmünchen i  Schwaben. Den løber nordover langs den østlige del af Naturpark Augsburg-Westliche Wälder, og fra området vest for Augsburg løber den mange kilometer parallelt med floden Lech, kun få kilometer vest for denne. Schmutter munder ud i Donau nær Donauwörth. 

## Byer langs Schmutter
- Mickhausen
- Fischach
- Gessertshausen
- Diedorf
- Neusäß
- Gablingen
- Mertingen
- Asbach-Bäumenheim

48°08′06″N 10°37′34″Ø / 48.1351°N 10.6261°Ø